# Jaime Lerner
(Dario Fo)
Jaime Lerner (Curitiba, 17 dicembre 1937 – Curitiba, 27 maggio 2021) è stato un architetto, urbanista e politico brasiliano.
È stato sindaco della sua città natale, per tre volte (nel 1971-75, nel 1979-84 ed anche tra il 1989-92). Nel 1994, Lerner viene eletto governatore del Paraná, e fu rieletto nel 1998.

## Biografia

### Primi anni
Lerner nacque in una famiglia di immigrati ebrei-polacchi a Curitiba. Laureatosi presso la Scuola di architettura dell'Università Federale del Paraná nel 1964, contribuì nel 1965 a creare l'Istituto di ricerca e pianificazione urbana di Curitiba (Instituto de Pesquisa e Planejamento Urbano de Curitiba, conosciuto anche con l'acronimo IPPUC) e partecipò alla progettazione del piano regolatore di Curitiba.

### Sindaco di Curitiba
Nel 1988, Jaime Lerner annunciò la sua candidatura a sindaco di Curitiba, con solo 12 giorni alla fine dell'anno e prima delle elezioni, vincendo. Durante il suo primo mandato, Lerner implementò un sistema di trasporto pubblico efficiente: la Rede Integrada de Transporte (Rete Integrata di Trasporto, un primo esempio di quello che oggi è definito come Bus Rapid Transit), e continuato ad attuare una serie di riforme in campo sociale, ecologico, e urbano per tutti i suoi mandati elettorali.
Come sindaco, Lerner impiegò risorse utilizzando soluzioni non ortodosse alle sfide geografica di Curitiba. La città è delimitata da una pianura alluvionale. Mentre città più ricche degli Stati Uniti come New Orleans e Sacramento, hanno scelto di realizzare costosi sistemi di manutenzione per arginare i danni idrici della pianura per costruirci sopra, Lerner acquisì la pianura bonificandola e realizzando in numerosi parchi, oggi la città si colloca tra quelle con più numero di parchi.

### Dopo la carriera politica
Durante l'assemblea generale dell'Unione internazionale degli architetti del luglio 2002, Lerner è stato eletto presidente per un periodo di tre anni. Lerner è anche docente di pianificazione urbana e regionale presso l'Università Federale del Paraná, la stessa in cui si laureò, ed è stato professore emerito presso l'Università della California - Berkeley.
Nell'aprile del 2005, Jaime Lerner ha partecipato al Simposio della Cina Bus Rapid Transit Initiative a Shanghai per promuovere il progetto BRT in alcune grandi città. Ha avuto una grande influenza su molti sindaci ed urbanisti cinesi.
È scomparso nel maggio 2021 all'età di 83 anni a seguito di una malattia renale cronica.

## Opere
Tra le pubblicazioni di Lerner:
- Acupuntura urbana (2003)
- O vizinho: parente por parte de rua (2005)